# Lois White
Anna Lois White (* 2. November 1903 in Auckland, Neuseeland; † 13. September 1984 in Auckland, Neuseeland) war eine neuseeländische Malerin und Kunstlehrerin.

## Frühes Leben
Anna Lois White wurde am 2. November 1903 als Tochter der Eheleute Annie Phillipps und dem Architekt Arthur Herbert White in Auckland geboren. Ihre beiden Eltern waren Methodisten und beide Familienzweige hatten die  Methodistische Kirche in Neuseeland mitbegründet. Whites Mutter war ein führendes Mitglied der Mount Albert Methodist Church in der Stadt und White selbst sollte ihr Leben lang mit zwei Persönlichkeiten in ihr kämpfen, die gottesfürchtige und pflichtbewusste Tochter auf der einen und der kreativen Künstlerin auf der anderen Seite. Sie wuchs in einer finanziell gut gestellten Familie der Mittelklasse auf und wurde von ihrem Vater in ihrem künstlerischen und intellektuellen Streben gefördert.
White besuchte nach ihrer Primary-Schulzeit von 1919 bis 1922 die Epsom Girls’ Grammar School und war für ihre ausgesprochen guten akademischen und künstlerischen Leistungen bekannt, so auch im Gesang und im Schwimmen. Mit ihrem Schulabschluss musste sie sich gegen ihre Mutter durchsetzte, die ihr eine Ausbildungsstelle in der Werbeabteilung eines Kaufhauses zu verschaffen wollte.

## Studium
So schrieb sich White 1923 für einen Studiengang der bildenden Künste an der Elam School of Art ein und studierte dort bis 1927.

## Kunstlehrerin
Als 1024 mit A. J. C. Fisher ein neuer Direktor die Kunstschule führte, erkannte er Whites Fähigkeiten und stellte sie nach Abschluss ihres Studiums von 1928 bis 1934 als Teilzeitlehrerin ein. Dort und auch an der Takapuna Grammar School unterrichtete sie Figurenkomposition. 1935 bekam sie eine Vollzeitstelle als Kunstlehrerin an der Elam School of Art angeboten, die sie annahm. Sie blieb an der Kunstschule bis zum Januar 1963.

## Arbeit als Malerin
Während ihrer Zeit als Kunstlehrerin war White aber auch als Kunstschaffende tätig und in den 1930er und frühen 1940er Jahren galt sie als eine der wichtigsten Künstlerinnen Aucklands. „War Makers“ aus dem Jahr 1937 gehörte zu eines der umstrittenstes Gemälde ihres Schaffens. Als Anti-Kriegsbild gedacht, konnten nicht alle Betrachter ihre Intention und Aussage nachvollziehen. Das Bild wurde auf jeden Fall häufig reproduziert und abgebildet. In den späten 1930er Jahren wurden ihre Werke, die das Thema Krieg zum Gegenstand hatten, durch religiöse und weibliche Allegorien, sowie durch Porträts und Wandgemälde abgelöst. Die Jahre von 1947 bis 1951 wurden als Whites wichtigste Schaffensperiode angesehen, doch jüngere Künstler schufen halb abstrakte und abstrakte Kunstwerke, wohingegen ihre Werke wie aus einer anderen Zeit gesehen wurden. Ohne das für sie anerkennende Publikum nahm ihre Schaffensperiode nach und nach ab.
1975, White war bereits 72 Jahre alt, besuchte sie der Kunsthändler Peter McLeavey zuhause. Nach Durchsicht ihrer Werke, die im Haus und in der Garage gestapelt waren, organisierte er 1977 eine Einzelausstellung für sie und machte somit Galerien und Kunstsammler auf ihre Werke aufmerksam. Es war ihre letzte Ausstellung. Anna Lois White verstarb am 13. September 1984 im Alter von 80 Jahren in Auckland.